# Los simuladores
Los simuladores je argentinský komediální televizní seriál režírovaný Damiánem Szifrónem. Seriál byl premiérově vysílán v letech 2002–2004, vznikly dvě řady s celkem 24 díly. Později vznikly stejnojmenné remaky v Chile, Španělsku, Mexiku a pod názvem Koroli igry vznikl remake i v Rusku.

## Obsazení
Uvedeni jsou pouze herci, kteří se objevili alespoň ve dvou epizodách).
| Federico D'Elía | Mario Santos   |
| Alejandro Fiore | Pablo Lamponne |
| Diego Peretti   | Emilio Ravenna |
| Martín Seefeld  | Gabriel Medina |
| Luis Mottola    | Luis           |
| Boy Olmi        | Sarasola       |
| Jorge D'Elía    | Feller         |
| Pasta Dioguardi | Banegas        |
| César Vianco    | Franco Milazzo |
| Alejandro Awada | Moreno         |
| Carola Reyna    | Claudia        |

## Seznam dílů

### První řada
- Tarjeta de navidad
- Diagnóstico rectoscópico
- Seguro de desempleo
- El testigo español
- El joven simulador
- El pequeño problema del gran hombre
- Fuera de cálculo
- El Pacto Copérnico
- El último héroe
- Los impresentables
- El colaborador Foraneo
- Marcela & Paul
- Un trabajo involuntario

### Druhá řada
- Los cuatro notables
- Z-9000
- La gargantilla de las cuatro estaciones
- El Clan Motul
- El vengador infantil
- El matrimonio mixto
- El gran desafío
- Fin de semana de descanso
- El debilitador social
- El anillo de Salomón
- El capítulo final